# IFT88
IFT88‏ (Intraflagellar transport 88) هوَ بروتين يُشَفر بواسطة جين IFT88 في الإنسان.